# یوشی‌تاکا آمانو
یوشی‌تاکه آمانو (انگلیسی: Yoshitaka Amano؛ زاده ۲۶ مارس ۱۹۵۲) یک هنرمند اهل کشور  ژاپن است.

## فهرست آثار
- هاچ زنبور عسل
- فاینال فانتزی
  - فاینال فانتزی ۱
  - فاینال فانتزی ۲
  - فاینال فانتزی ۳
  - فاینال فانتزی ۴
  - فاینال فانتزی ۴: بعد از سال‌ها
  - فاینال فانتزی ۵
  - فاینال فانتزی ۶
  - فاینال فانتزی ۷
  - فاینال فانتزی ۸
  - فاینال فانتزی ۹
  - فاینال فانتزی ۱۰
  - فاینال فانتزی ایکس-۲
  - فاینال فانتزی ۱۱
  - فاینال فانتزی ۱۲
  - فاینال فانتزی ۱۳
  - فاینال فانتزی ۱۴
  - فاینال فانتزی نوع صفر
  - هتل جدید رز
- گالنریوس* [۱]